# Халилов, Мехман
Мехман Халилов (азерб. Mehman Xəlilov; род. 15 сентября 1994 года) — азербайджанский самбист, член национальной сборной Азербайджана по самбо, бронзовый призёр чемпионата Европы 2018 года и Европейских игр 2019 года, обладатель Кубка мира 2018 года.
В мае 2023 года во время тренировки сломал шею семилетнему подопечному, который позже от полученных травм шеи скончался в больнице.

## Биография
Родился 15 сентября 1994 года. В 2015 году представлял Азербайджан на чемпионате мира в Касабланке в весовой категории до 57 кг.
В 2018 году в Москве в весовой категории до 57 кг стал обладателем Кубка мира по самбо. В этом же году на проходившем в Афинах чемпионате Европы Халилову удалось взять бронзовую медаль.
В 2019 году на Европейских играх в Минске, азербайджанский спортсмен в борьбе за третье место одолел армянского атлета Максима Манукяна и завоевал бронзовую медаль.
В апреле 2023 года завоевал бронзовую медаль Чемпионата Европы по самбо 2023.
В мае 2023 года убил семилетнего подопечного, Фарида Бакарова. Мехман Халилов применил против мальчика грубый и опасный прием, в результате чего сломал ребенку шейные позвонки. Мальчик был доставлен в детскую больницу города, где впоследствии скончался. По факту Сумгатской городской прокуратурой возбуждено уголовное дело по статье 126.3 («Умышленного причинение тяжкого вреда здоровью, повлекшее по неосторожности смерть потерпевшего») УК АР. Мехман Халилов (1994 года рождения) задержан в качестве подозреваемого, ведется следствие.